# 3DVIA
3DVIA est une marque de la société Dassault Systèmes proposant une suite de produits professionnels ou à destination du grand public.

## Les produits

### Produits professionnels
- 3DVIA Virtools : logiciel permettant de créer des expériences graphiques et interactives en temps réel pour l'industrie et la production de jeux ;
- 3DVIA Studio : outil collaboratif de développement 3D temps réel relié à la communauté de partage de contenus 3D 3DVIA.com ;
- 3DVIA Composer : logiciel permettant de créer des images 2D et 3D, et des processus interactifs pour des documentations de produit.

### Produits grand public
- 3dvia.com : communauté en ligne regroupant artistes 3D et passionnés permettant de trouver, partager des créer des contenus 3D ;
- 3DVIA Player : lecteur  permettant de jouer des applications 3D interactive en temps-réel à travers les navigateurs standards du web ;
- 3DVIA Shape : outil gratuit permettant aux utilisateurs grand public d'imaginer et de créer des modèles réalistes en 3D (des bâtiments ou des structures), avant de les partager avec les communautés en ligne dans 3dvia.com ou Microsoft Virtual Earth ;
- 3DVIA Scenes : Scenes permet la création d'environnements virtuels 3D enrichis par la banque de modèles 3D de 3DVIA.com.

En juin 2011, Sculpteo et 3DVIA annoncent la mise en place d'un service direct d'impression via Sculpteo sur le portail de 3Dvia,.